# Banca WIR
La Banca WIR, ex Swiss Economic Circle (GER: Wirtschaftsring-Genossenschaft), o WIR, è un sistema indipendente di valuta complementare in Svizzera, che serve le piccole e medie imprese. Esiste solo come un sistema contabile.

## Storia
WIR è stata fondata nel 1934 a Zurigo da imprenditori Werner Zimmermann e Paul Enz a causa di carenza di valuta dopo il crollo del mercato azionario del 1929. Entrambi Zimmermann e Enz sono stati influenzati dall'economista tedesco Silvio Gesell.
La banca Wir è nata in Svizzera dalla cooperativa di mutuo soccorso Wir. La cooperativa "Wirtschaftring" fu fondata da Werner Zimmerman e 15 altre persone nel 1934.
L'idea venne dalla cooperativa danese J.A.K., un analogo sistema di credito senza contanti, anch'esso iniziato nel 1934. Zimmermann e un altro socio fondatore, Paul Enz, ebbero modo di osservare questo sistema danese durante due viaggi studio.
Nel 1936 gli fu riconosciuto lo status di banca. Durante la crisi economica del 1929, molte imprese, restie a investire i loro capitali, levarono liquidità ai mercati. Con la fondazione della cooperativa Wirtschaftring, i piccoli imprenditori reagirono a questa penuria con una iniziativa di mutuo soccorso. Per contrastare l'accumulo di capitali, fu creato un sistema valutario complementare, il Wir, basato sulle teorie di Silvio Gesell. Il valore del Wir è agganciato a quello del Franco Svizzero (1 Wir= 1 CHF) e il tratto più distintivo è l'assenza di interessi. All'inizio, non solo i conti non erano sottoposti a interesse, ma subivano perdite se lasciati fermi. Questo doveva incentivare i soci a reinvestire il loro denaro e mantenerlo in circolazione. Nel 1948 fu abolita questa clausola, ma persiste a tutt'oggi l'assenza di interessi.
Nel 1998 il gruppo ha cambiato il suo nome in Wir Bank e accanto alla normale attività bancaria mantiene il sistema wir, che supporta le piccole e medie imprese. Alla fine del 2015 la Wir Bank chiudeva con un bilancio di 5,2 miliardi di franchi, valore in progressione del 12% rispetto a dodici mesi prima.

## Attività
Lo statuto si prefigge di promuovere i soci, rendendo accessibili i rispettivi prodotti o servizi in valuta wir, mantenendoli in circolo e cercando di aumentare la quantità di scambi tra i partecipanti. Il sistema Wir funziona come un circuito di pagamenti senza contanti tra i soci. Crediti e debiti nei conti dei soci sono registrati nella sede centrale della banca a Basilea. Simili ad assegni o lettere di credito, sono usati come mezzi di pagamento la carta Wir, usata soprattutto in gastronomia e nel commercio al dettaglio; i clienti wir possono pagare in valuta wir o in parte in franchi o solo in franchi. Dal 2008 funziona anche come internet banking. Nella rete Wir fanno parte circa 50.000 piccole e medie imprese dei più svariati prodotti e servizi in Svizzera. Oltre ciò, ci sono 10.000 dipendenti di ditte associate con un conto Wir.
Ogni socio wir decide della percentuale dei suoi scambi espressa in wir, che deve essere almeno del 30% per i primi 3000 franchi di scambi. I partner potenziali possono accedere al portale elettronico wir o alle pubblicazioni Wirinfo e wirgastro. Inoltre ogni anno ci sono quattro incontri nazionali, a Lucerna, Berna, Zurigo e Zofingen. Il codice di riconoscimento internazionale del Wir è CHW, il simbolo usato da negozi o uffici che prevedono la possibilità di pagare interamente o in parte in valuta Wir.
Depositi in Wir sono creati tramite crediti della wir bank, lasciando delle garanzie come avviene in banche tradizionali. La banca wir ha così un potere analogo a quello con cui la banca centrale svizzera emette franchi svizzeri. I conti correnti sono aperti o perché si commercia in wir o perché si vuole un deposito in wir. I conti in wir non sono convertibili in franchi. Anche se il valore nominale della moneta wir è uguale al franco svizzero, il wir è normalmente valutato e scambiato a un valore leggermente inferiore al franco. La dirigenza del gruppo ha così stabilito nel 1973 che è vietato ai soci trafficare wir con franchi svizzeri o altre valute. I trasgressori sono puniti con l'estromissione dal circuito Wir e multe severe. La banca wir è estremamente severa contro il traffico di crediti wir, perché queste pratiche minano il sistema basato non sull'accumulo di depositi, ma sul movimento di denaro e merci.
Dal 1997 la banca Wir è entrata nel giro delle banche svizzere. Tipici prodotti e servizi bancari, come risparmio e previdenza, sono entrati nel listino delle offerte Wir e dal 2000 son aperti al vasto pubblico. Anche privati al di fuori del circuito wir possono accedere ai servizi bancari offerti dalla wir bank. I depositi dei clienti sono una fonte di rifinanziamento importante per il credito in franchi, che si rende così disponibile per le ditte del circuito wir. Nuove costruzioni, restauri e altri progetti sono finanziati dalla wir in pacchetti combinati in franchi e moneta wir. Dal 2005, anche se solo in casi speciali, questo pacchetto combinato è offerto anche a privati.

## Sedi
La Banca WIR ha le sedi seguenti:
- Basilea: Sede principale
- Zurigo: succursale
- Berna: succursale
- Losanna: succursale
- Lugano: succursale
- Lucerna: succursale
- San Gallo: succursale
- Coira: agenzia
- Sierre: agenzia